# Dolomedes dondalei
Dolomedes dondalei is een oeverspin die alleen in Nieuw-Zeeland voorkomt. Het is een van de grotere soort in het geslacht en kan, inclusief de poten,  tot  7 centimeter groot worden De soort werd voor het eerst beschreven door Cor J. Vink en Nadine Dupérré in 2010.
Deze Nieuw-Zeelandse oeverspin is een nachtelijke jager en vangt zijn prooien voornamelijk op het water. De spin gebruikt de poten om over het water te lopen waarbij het ook kleine vibraties detecteert. De spin kan over het water lopen door gebruik te maken van de oppervlaktespanning Hierdoor kan het insecten en soms zelf kleine visjes vangen. Bij gevaar duikt de spin onder water en schuilt tussen de stenen waar het tot een half uur kan verblijven.

## Taxonomie

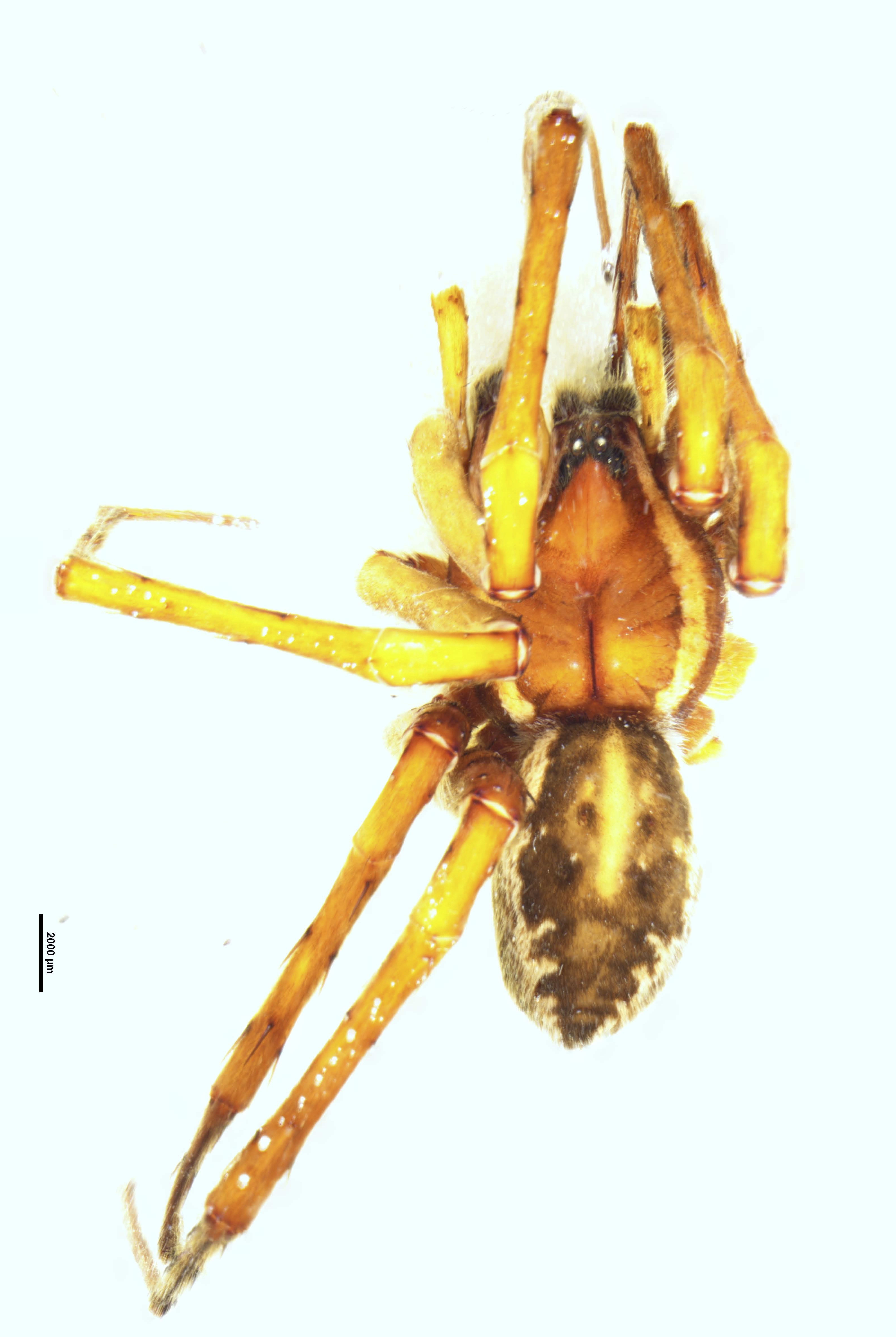
Holotype man

Totdat Cor J. Vink en Nadine Dupérré in 2010 deze spin formeel beschreven, was deze spin bekend als Dolomedes III. Een mannelijk exemplaar van deze soort bevindt zich in de collectie van de Entomologische collectie van de Lincoln Universiteit. Deze is in 2003 gevonden door Cor Vink in de buurt van Barrys Bay. De soort is genoemd naar Charles Dondale, een Canadese spinnen-deskundige.

## Ecologie

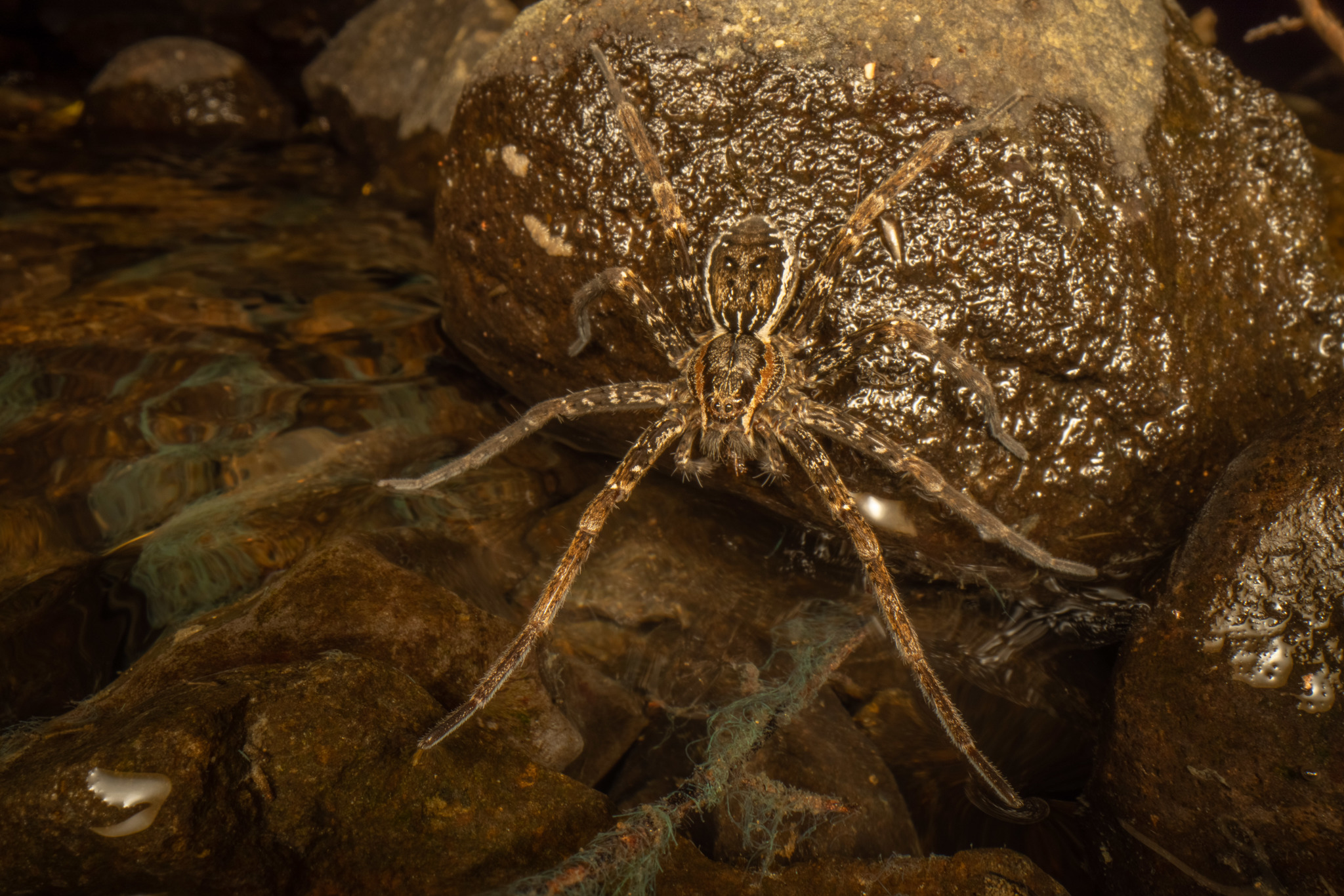
Jagend aan de oever

D. dondalei is een nachtelijke oeverjager. De spin plaatst zijn voorpoten op het wateroppervlak terwijl de achterpoten dienen als anker met het vaste land.  De haartjes aan de poten bevatten sensoren die gebruikt worden in het detecteren van kleine trillingen.. De spin kan verder het water oplopen door gebruik te maken van de oppervlaktespanning van het wateroppervlak, waarbij het gebruik maakt van een zijdedraad om de prooi niet voorbij te schieten. Hierdoor kan het insecten en zelfs kleine visjes vangen. Om te voorkomen dat het zelf als prooi eindigt kan de spin onder water begeven om zich tussen de stenen te verbergen. Hier kan het dankzij lucht dat gevangen zit tussen de haartjes op het lichaam tot wel een half uur schuilen.

## Habitat
Hoewel D. dondalei verwant is aan D. aquaticus, verschilt het habitat tussen de beide soorten. D. aquaticus prefereert oevers van open water en meren, terwijl D. dondalei zich thuis voelt tussen bos of schaduwrijke oevers. De spin leeft voornamelijk tussen stenen en rotsblokken.

## Galerij

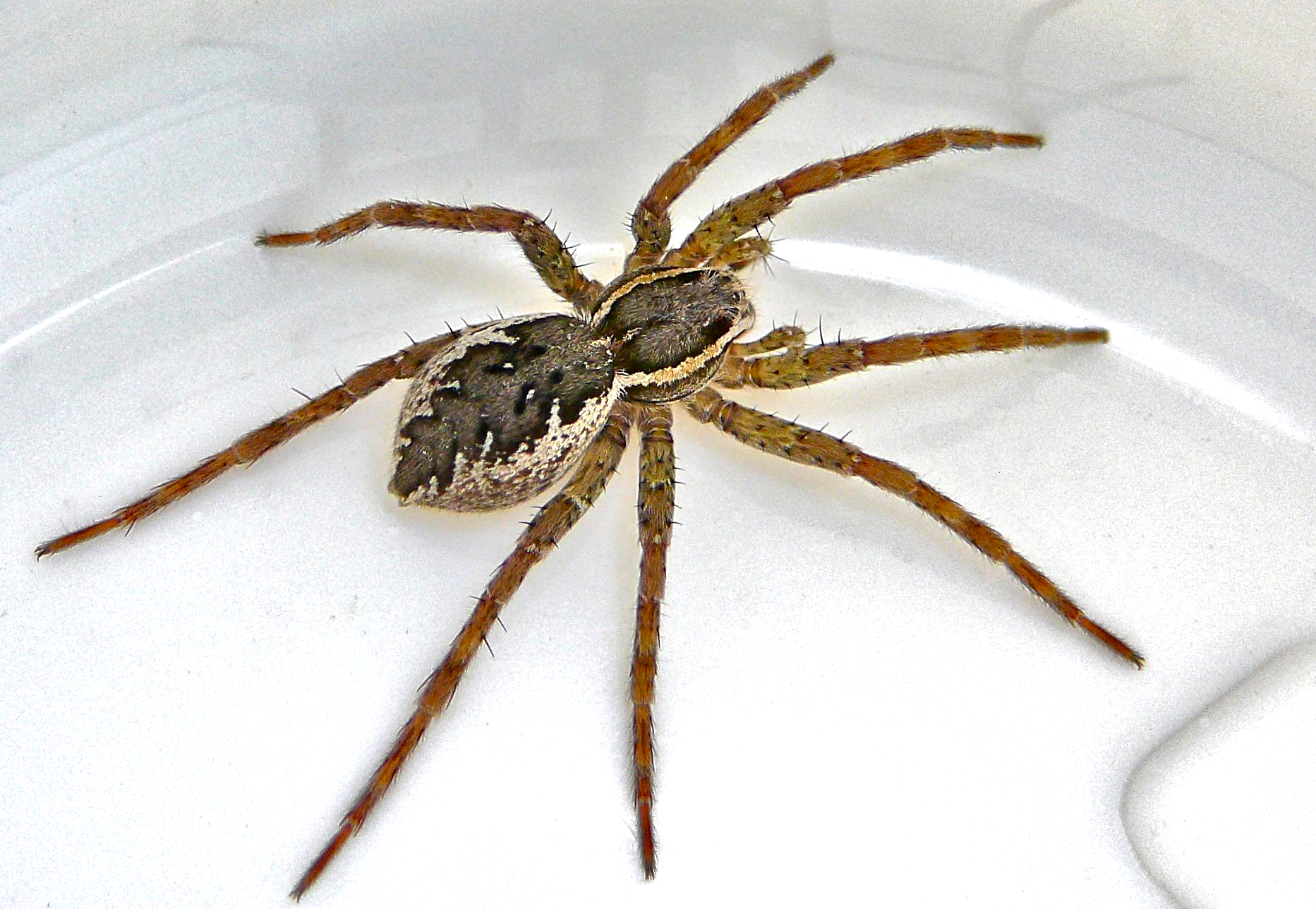
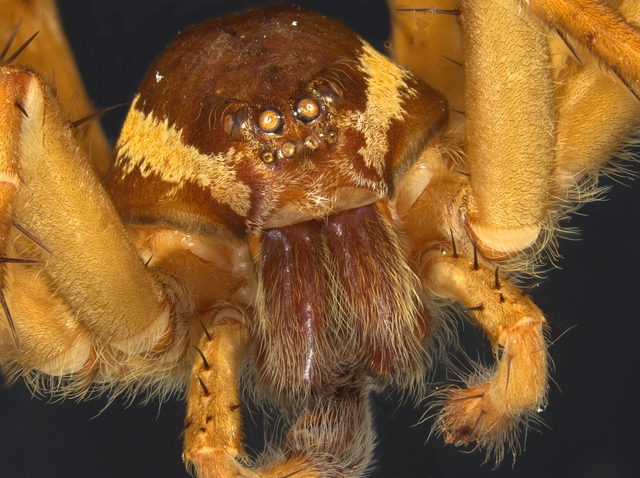
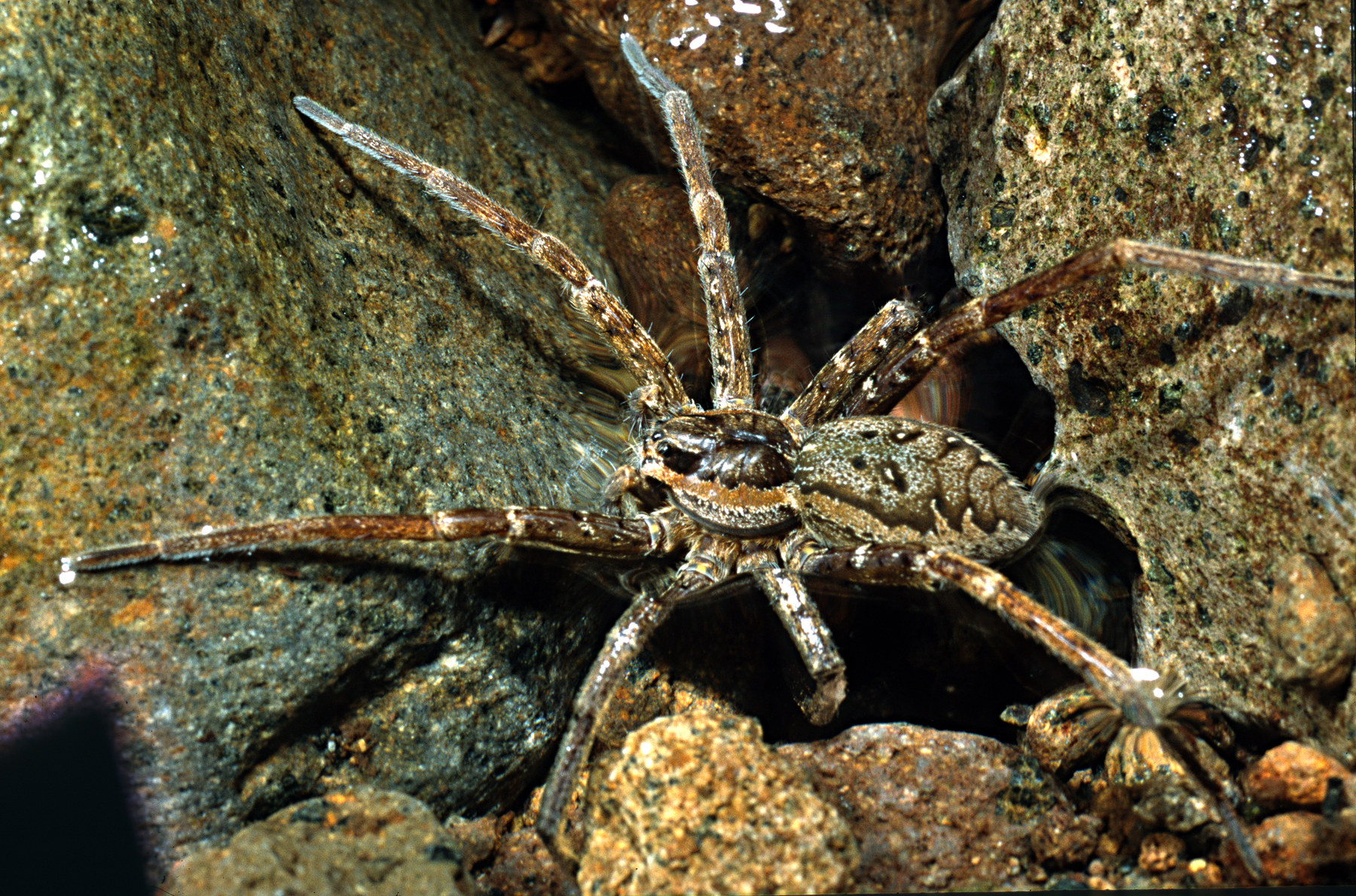